# Kanał Kaledoński
Kanał Kaledoński (ang. Caledonian Canal, gael. Seòlaid a’ Ghlinne Mhòir) – kanał w Szkocji łączący szkockie wschodnie wybrzeże w miejscowości Inverness z wybrzeżem zachodnim przy Corpach niedaleko Fort William.
Na łączną długość 107 km ponad 72 km przypadają na już istniejące drogi wodne. Trasa Kanału Kaledońskiego wytyczona została wzdłuż uskoku tektonicznego Great Glen przecinającego Szkocję w relacji północny wschód – południowy zachód. Na jego trasie leżą takie jeziora jak: Loch Dochfour, Loch Ness, Loch Oich, oraz Loch Lochy. Oprócz 29 śluz są tam także 4 akwedukty i 10 mostów.
Kanał zaprojektowany został przez inżyniera Thomasa Telforda przy wsparciu inżyniera Williama Jessopa i wybudowany kosztem 840 tys. funtów szterlingów. Pod względem technicznym nie była to najlepsza konstrukcja, nadto był zbyt wąski i płytki, by stanowić skuteczne połączenie dla statków pomiędzy wschodnim i zachodnim wybrzeżem. Czynniki te sprawiły, że jego eksploatacja nie okazała się sukcesem ekonomicznym, a statki wybierały drogę morską wśród najeżonego niebezpiecznymi skałami wybrzeża. W roku 1847 inżynier James Walker, współpracownik Telforda, pogłębił kanał, ale nie wpłynęło to na poprawę wskaźników eksploatacyjnych. Obecnie stanowi on głównie atrakcję turystyczną.

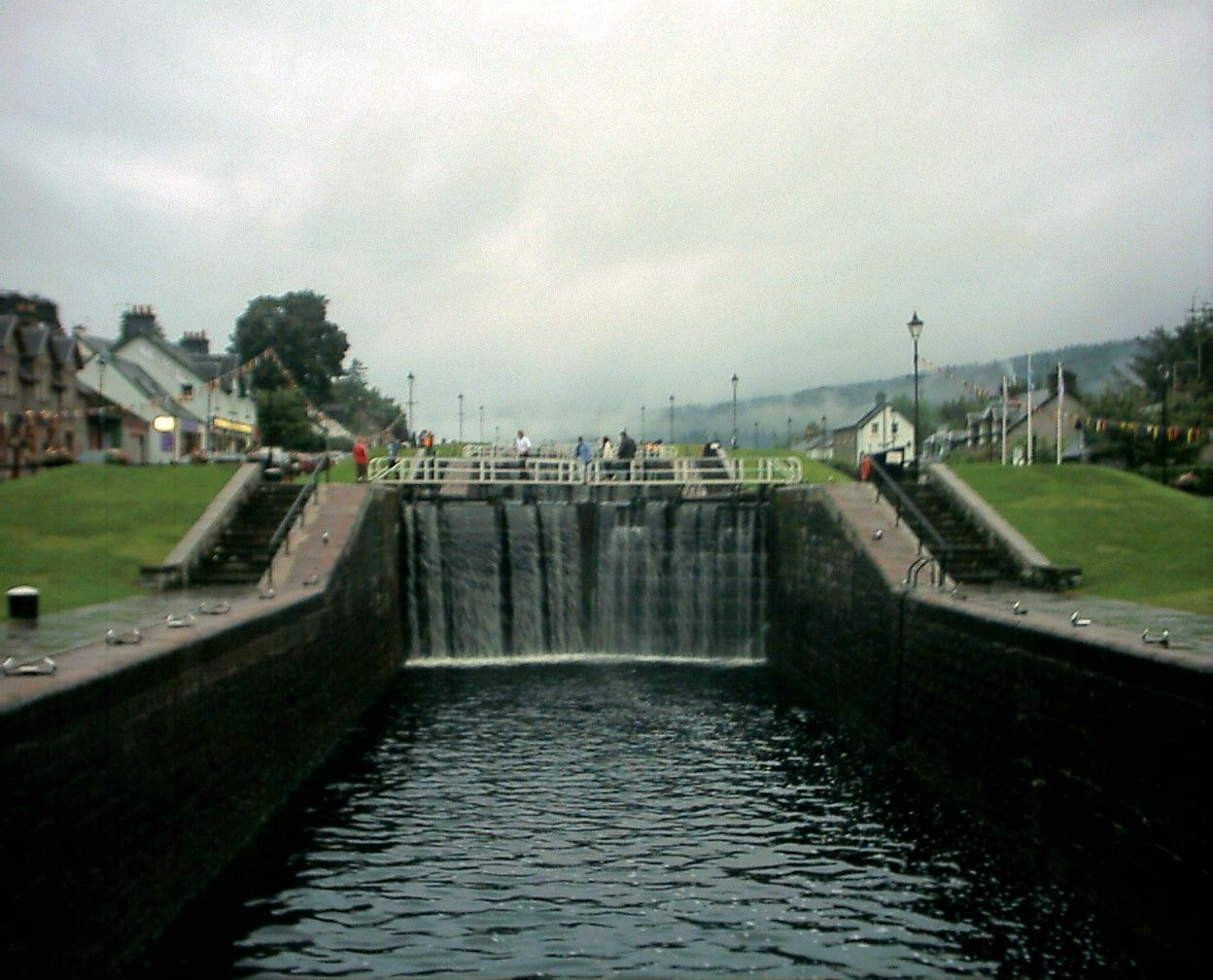
Śluza na Kanale Kaledońskim w Fort Augustus
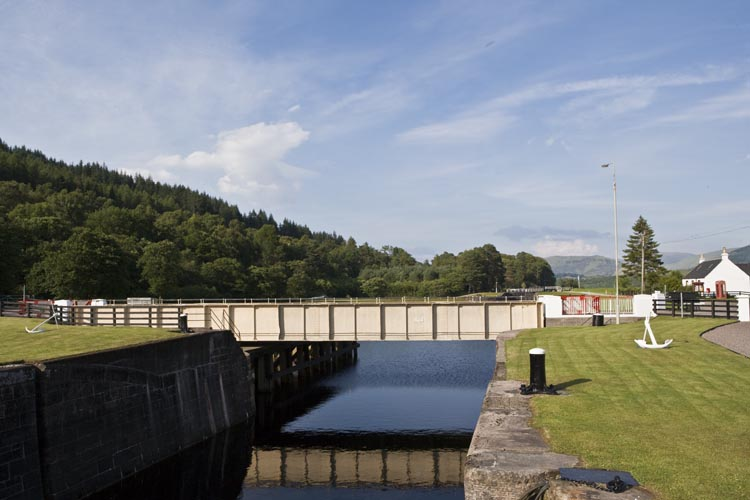
Śluza Gairlochy Bottom
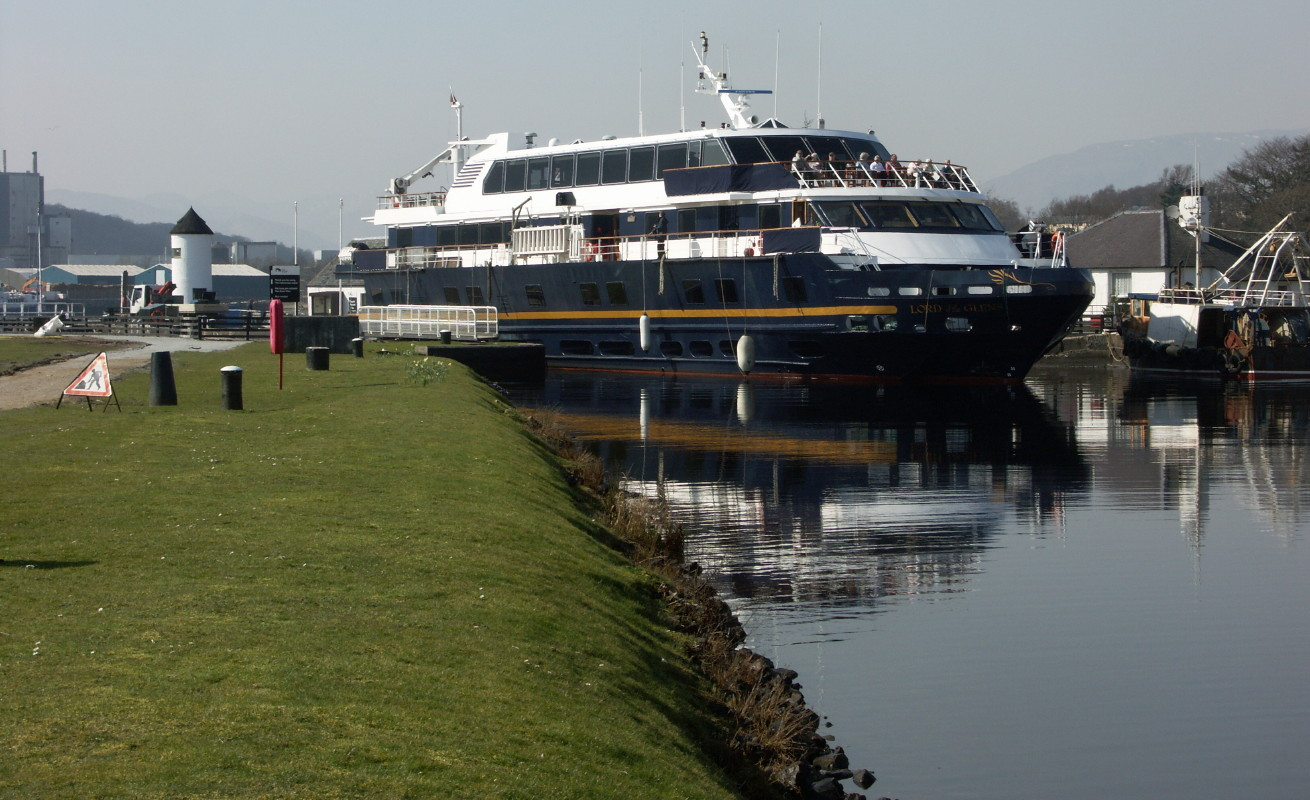
Statek Lord of the Glens opuszcza śluzę Corpach Sea Lock
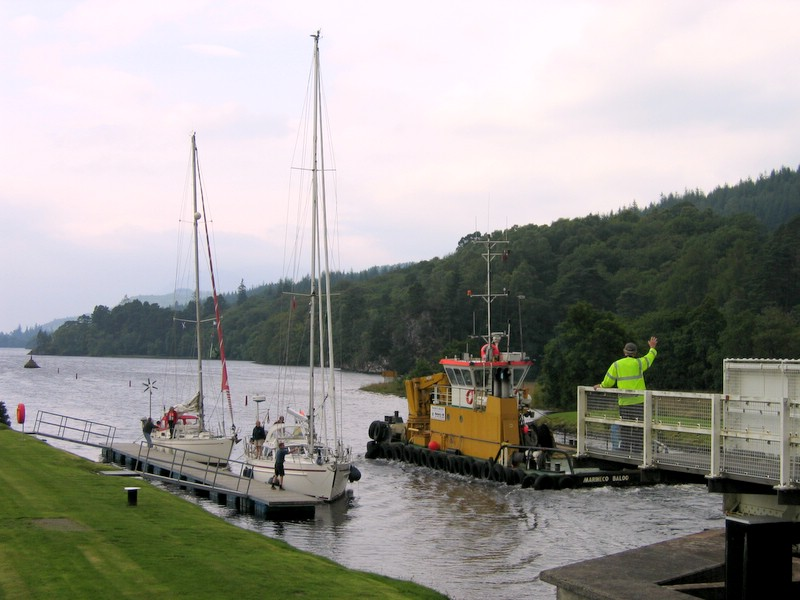
Most obrotowy nad Kanałem Kaledońskim